# Evolve MMA

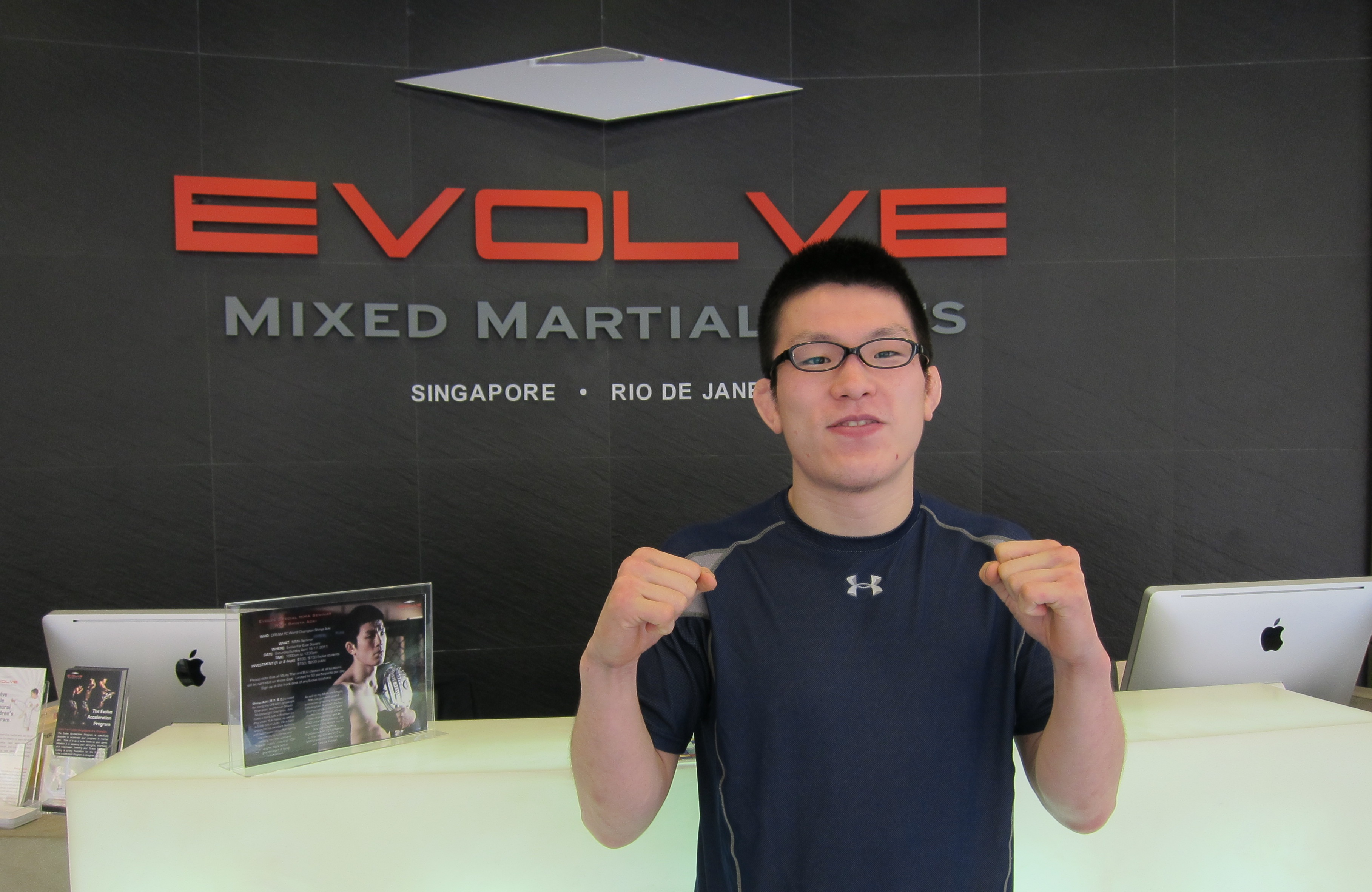
Fotografía del luchador japonés de MMA Shinya Aoki, entrenando en Evolve MMA en Singapur, en 2011.

Evolve Mixed Martial Arts (no asociado con Evolve Brazilian Jiu-Jitsu) es un cadena de academias de artes marciales. Fundada por Chatri Sityodtong, abrió en enero de 2009. El gimnasio tiene en su plantilla a varios campeones mundiales de UFC y ONE, incluyendo a Demetrious Johnson, Rafael dos Anjos, Shinya Aoki, Angela Lee, Marcus Almeida y más.

## Resumen
Según Yahoo Sports Singapore, Evolve MMA tiene el roster más amplio de campeones mundiales de los deportes de combate. Entre ellos campeones mundiales en Muay Thai, Jiu-Jitsu Brasileño, Artes Marciales Mixtas, Boxeo, Wrestling, No-Gi Grappling, entre otros.
Actualmente hay cuatro academias de Evolve MMA: Evolve Far East Square, Evolve Orchard Central, Evolve KINEX, y Evolve Clarke Quay en Singapur. También está la Evolve University, la más grande universidad en línea de artes marciales. Evolve MMA está afiliado con Sityodtong Muay Thai. Chatri Sityodtong ha expresado que quiere abrir más sucursales de Evolve MMA en cada ciudad grande de Asia.

## Equipo de Evolve
Varios destacables peleadores hacen el rol de entrenador, entrenan o representan al Evolve Fight Team en organizaciones importantes como Ultimate Fighting Championship y ONE Championship.
- Campeón Mundial de Peso Gallo de ONE Fabricio Andrade
- Ex-Campeón Mundial de Peso Mosca de UFC y actual Campeón Mundial de Peso Mosca de ONE Demetrious Johnson[9][10]
- Ex-Campeón Mundial de Peso Ligero de UFC Rafael Dos Anjos[11][12][13]
- Ex-Campeón Mundial de Peso Ligero de ONE Shinya Aoki[14][15]
- Campeona Mundial de Peso Átomo Femenino de ONE Angela Lee
- Campeona Mundial de Peso Paja Femenino de ONE Xiong Jing Nan[16]
- Campeón Mundial de Muay Thai de Peso Gallo de ONE Nong-O Gaiyanghadao (2015-2022)
- Ex-Campeón Mundial de Peso Semipesado de ONE Roger Gracie
- Campeón Mundial de Peso Ligero y Peso Wélter de ONE Christian Lee
- Ex-Campeón Mundial de Kickboxing de Peso Gallo de ONE Hiroki Akimoto
- Marcus Almeida[17]
- Mikey Musumeci[18]
- Garry Tonon[19]
- Sage Northcutt
- Panpayak Jitmuangnon
- Rodlek P.K. Saenchaimuaythaigym
- Ritu Phogat[20]